# The Scar of Conscience
The Scar of Conscience (o The Brand of Cain) è un cortometraggio muto del 1915 diretto da Eugene Nowland.

## Trama
Trama di Moving Picture World synopsis in (EN)  su IMDb

## Produzione
Il film fu prodotto dalla Edison Company.

## Distribuzione
Distribuito dalla General Film Company, il film - un cortometraggio in una bobina - uscì nelle sale cinematografiche USA il 10 luglio 1915.